# Абонентское устройство проводного вещания

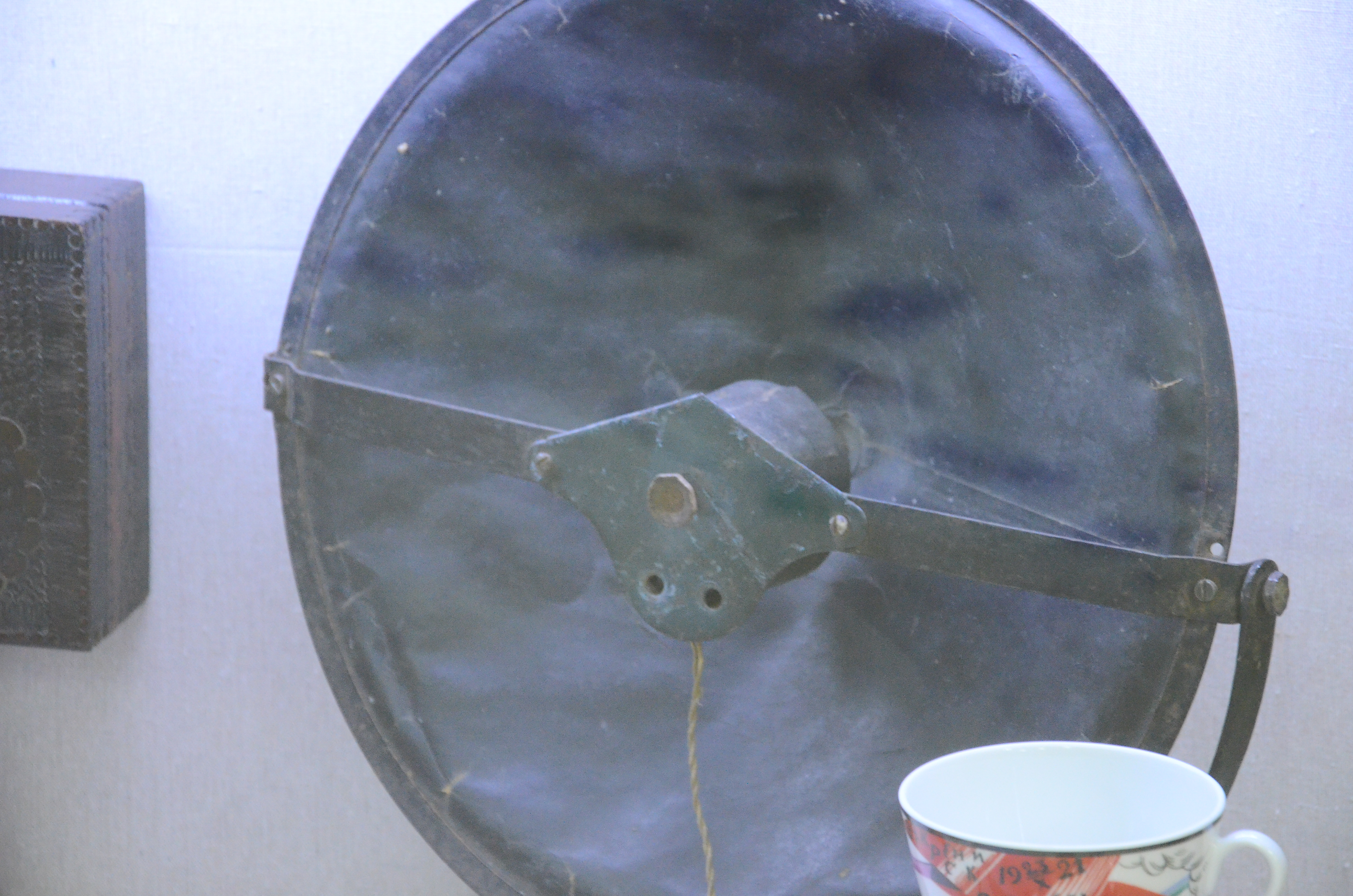
«Рекорд» — самый массовый советский репродуктор сталинского времени

Абонентское устройство проводного вещания (в быту также называлось абоне́нтская радиото́чка, синонимы — репродуктор, абонентский громкоговоритель) — устройство, устанавливаемое у абонента и обеспечивающее воспроизведение радиопрограмм проводного вещания. Подключается к радиотрансляционной точке, которая включает в себя ограничительную коробку (или перемычку), абонентскую розетку и линейную часть сети (абонентскую проводку) между ними.
В подавляющем большинстве сохранившихся в России радиоточек вещает «Радио России» с местными передачами/вставками/рекламой. В 3-программных абонентских приёмниках на 1-й кнопке вещает «Вести FM» с местными вставками; на 2-й — радио «Маяк»; а на 3-й — "Радио России" с местными вставками.

## Классификация
Приёмные устройства проводного вещания выпускались в 2 вариантах:
- индивидуальные — были 1- и 3-программные;
- групповые — были только многопрограммные (обычно — 3-программные), устанавливались в общежитиях, гостиницах, больницах, школах, на заводах и фабриках. Абонентская сеть в этом случае строилась с помощью 3-парного или многопарного кабеля. Использование групповых приёмных устройств позволяло снизить расходы на электроэнергию в учреждениях.

## Однопрограммные абонентские устройства
Однопрограммное абонентское устройство (громкоговоритель) состояло из согласующего трансформатора, согласовывшего высокие напряжение и сопротивление трансляционной сети, переменного резистора и динамической головки. Чувствительность головок и акустические параметры выпускаемых устройств были низкими:
- полоса воспроизведения 160-6300 Гц
- коэффициент гармоник 2-5 %
- механический резонанс головок громкоговорителей 100-200 Гц (в некоторых моделях даже выше)

## Индивидуальные трёхпрограммные устройства
Типовое 3-программное устройство состояло из 2 полосовых фильтров, усилителя высокой частоты, детектора, усилителя низкой частоты, электродинамического громкоговорителя, регулятора громкости и блока питания.
Также выпускались псевдостереофонические приёмные устройства, в них фазосдвигающие цепи создавали эффект объёмного звучания.

## Галерея
|  |  |  |  |